# 吴克明 (1958年)
吴克明（1958年1月—），安徽省芜湖县人。中共党员、安徽官员。
1972年5月参加工作。历任芜湖县经委副主任（正科级）、县委党校校长、副县长，中共芜湖市委政研室副主任、办公室副主任，市委副秘书长、秘书长、市政府副市长。2003年，出任安徽省政府发展研究中心主任、党组书记。
2015年，吴克明因涉嫌贪污、受贿被立案侦查。2018年11月26日，案件在合肥市中级人民法院开庭审理。其被指控将本应由个人承担的12万余元机票款于公报销、在职务提拔调整方面为他人谋利并受贿。但因案情复杂，法庭未当庭宣判。